# Гидростахис
Гидростахис (лат. Hydrostachys) — род цветковых растений, единственный в семействе Гидростахиевые (лат. Hydrostachyaceae). Содержит 9 видов (по другим источникам, около 20).

## Ареал
Произрастает на Мадагаскаре, а также в Южной и Центральной Африке.

## Ботаническое описание
Все виды этого рода являются водными, растут на скалах в быстротекущей воде. Они имеют корни с клубнями, как правило, перисто-сочленённые листья и крайне редуцированные цветки.

## Таксономическое положение
Филогенетическое положение гидростахиса очень проблематично. Из-за его специализированного строения, связанного с водным образом жизни, его всегда объединяли с другими водными растениями, такими как семейство Подостемовые (лат. Podostemaceae). Однако черты строения цветка, зародыша и другие морфологическое особенности не поддерживают такое положение рода, а молекулярные исследования показали, что гидростахис является родственником растений порядка Кизилоцветные (лат. Cornales). Его положение среди кизилоцветных неясно; он может быть базальным таксоном всего порядка, а может входить в семейство Гортензиевые (лат. Hydrangeaceae). С остальными кизилоцветными он имеет немного общих черт. Согласно системе APG III (2009), он выделяется в самостоятельное семейство Гидростахивые.

## Виды
По информации базы данных The Plant List (на июль 2016), род включает 19 видов:
- Hydrostachys angustisecta Engl.
- Hydrostachys decaryi H.Perrier
- Hydrostachys distichophylla A.Juss.
- Hydrostachys fimbriata C.Cusset
- Hydrostachys imbricata A.Juss.
- Hydrostachys insignis Mildbr. & Reimers
- Hydrostachys laciniata Warm.
- Hydrostachys longifida H.Perrier
- Hydrostachys madagascariensis Steud.
- Hydrostachys maxima H.Perrier
- Hydrostachys monoica H.Perrier
- Hydrostachys multifida A.Juss.
- Hydrostachys perrieri C.Cusset
- Hydrostachys plumosa A.Juss. ex Tul.
- Hydrostachys polymorpha Klotzsch
- Hydrostachys stolonifera Baker
- Hydrostachys triaxialis Engl. & Gilg
- Hydrostachys trifaria H.Perrier
- Hydrostachys verruculosa A.Juss.